# Страсбург (Іллінойс)
Страсбург (англ. Strasburg) — селище (англ. village) в США, в окрузі Шелбі штату Іллінойс. Населення — 531 особа (2020).

## Географія
Страсбург розташований за координатами 39°20′59″ пн. ш. 88°37′16″ зх. д. / 39.34972° пн. ш. 88.62111° зх. д. (39.349686, -88.621218).  За даними Бюро перепису населення США в 2010 році селище мало площу 1,38 км², уся площа — суходіл.

## Демографія
Згідно з переписом 2010 року, у селищі мешкало 467 осіб у 199 домогосподарствах у складі 139 родин. Густота населення становила 337 осіб/км².  Було 212 помешкання (153/км²).
Расовий склад населення:
| - 98,5 % — білих - 0,2 % — чорних або афроамериканців |

До двох чи більше рас належало 0,4 %. Частка іспаномовних становила 0,9 % від усіх жителів.
За віковим діапазоном населення розподілялося таким чином: 20,6 % — особи молодші 18 років, 61,0 % — особи у віці 18—64 років, 18,4 % — особи у віці 65 років та старші. Медіана віку мешканця становила 43,0 року. На 100 осіб жіночої статі у селищі припадало 89,1 чоловіків;  на 100 жінок у віці від 18 років та старших — 87,4 чоловіків також старших 18 років.
Середній дохід на одне домашнє господарство  становив 58 639 доларів США (медіана — 51 563), а середній дохід на одну сім'ю — 70 203 долари (медіана — 64 844). Медіана доходів становила 41 607 доларів для чоловіків та 32 143 долари для жінок. За межею бідності перебувало 13,8 % осіб, у тому числі 26,0 % дітей у віці до 18 років та 7,0 % осіб у віці 65 років та старших.
Цивільне працевлаштоване населення становило 261 осіб. Основні галузі зайнятості: освіта, охорона здоров'я та соціальна допомога — 25,3 %, виробництво — 14,9 %, роздрібна торгівля — 13,0 %.